# واسیلی ژیروف
واسیلی ژیروف (انگلیسی: Vassiliy Jirov؛ زادهٔ ۴ آوریل ۱۹۷۴) بوکسور اهل قزاقستان است.